# Igreja de Korogho

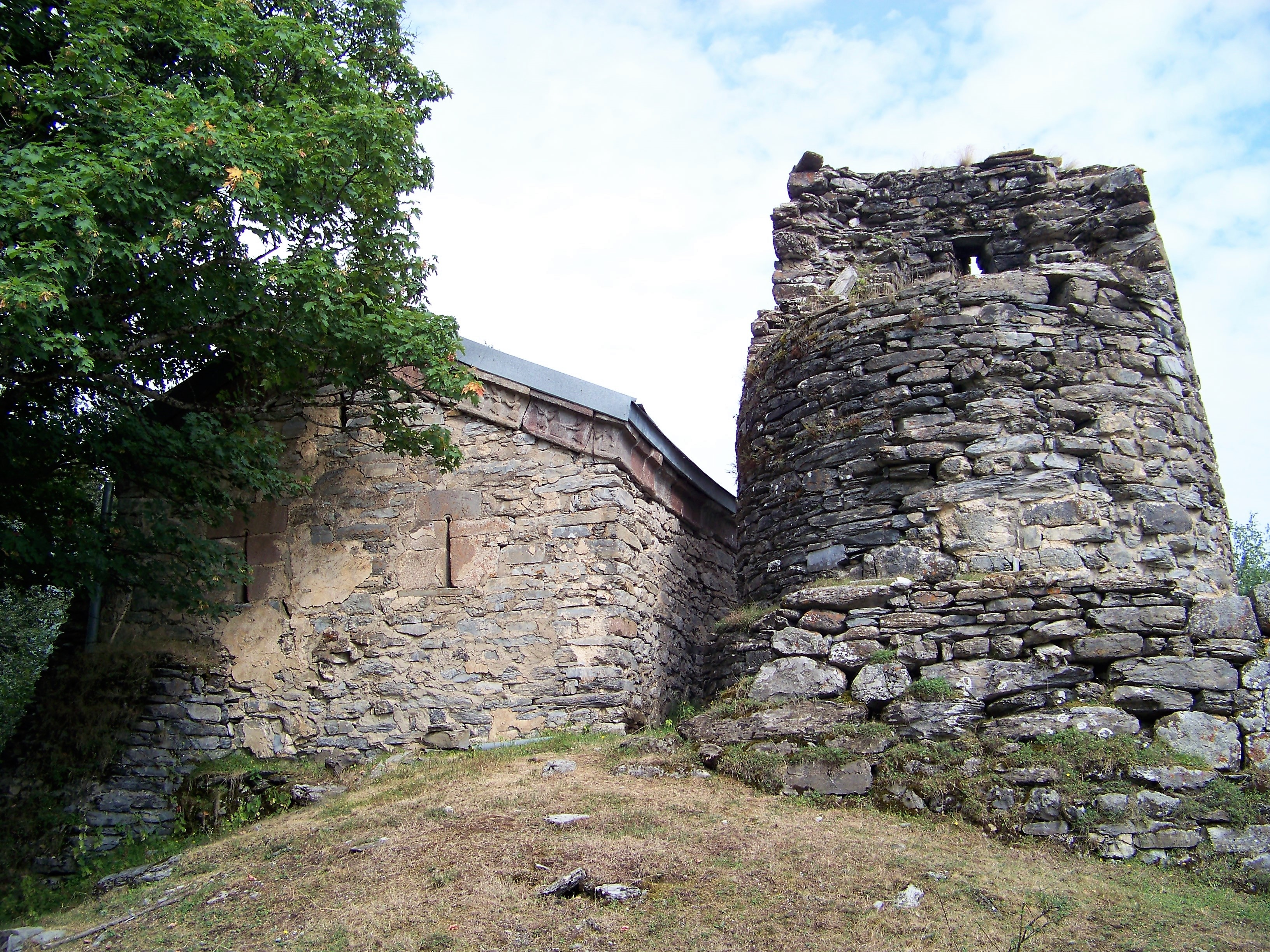
Igreja e torre de Korogho

A igreja da Mãe de Deus de Korogho (em georgiano:  ქოროღოს ღვთისმშობლის ეკლესია) é uma igreja ortodoxa localizada no desfiladeiro Khada, na província histórica e cultural de Mtiuleti, atualmente parte do município de Dusheti, na Geórgia. Korogho é uma igreja simple que data do final do século X ou início do XI. É conhecida por um lintel com esculturas de relevo único, ilustrando várias etapas de extração e construção. É considerada um dos monumentos culturais da Geórgia.

## Localização
A igreja está localizada ao sul da vila de Korogho, município de Dusheti, região de Misqueta-Montanhas, ao lado de uma alta montanha rochosa, acima do desfiladeiro de Khada, na província histórica de Mtiuleti. 

## Arquitetura
A igreja é uma estrutura pequena e arquitetonicamente simples, medindo 10,8 × 7,6 m. É construída de laje local e xisto. Elementos como abóbadas, caixilhos de janelas e cornijas são feitos de pedra revestida.
Korogho é uma igreja-salão, coberto com um telhado de duas águas, o seu interior é dividido em duas naves na parte ocidental. O santuário é retangular e tripartido. Perto da igreja há uma torre defensiva de três andares, uma pequena capela e ruínas de várias estruturas de acessórios. Um ícone de marfim do século XI de Teótoco e uma cruz com a representação do Salvador, que está localizado em um covil da igreja, agora são exibidos no Museu Nacional da Geórgia em Tbilisi.

## Esculturas
A igreja se destaca por suas esculturas decorativas. Na entrada norte, há uma pedra com um relevo que representa três doadores, um deles com um plano da igreja. Um lintel na fachada ocidental é adornado com esculturas que representam estágios de construção. As cenas convergem em uma imagem da Virgem e do Menino na parte superior do frontão, enquanto em ambos os lados há imagens de trabalhos em andamento, incluindo o transporte de materiais de construção, o que teria sido um grande esforço, dada a localização no topo da montanha. A fachada ocidental também tem duas inscrições esculpidas na escrita medieval georgiana de asomtavruli e datada paleograficamente no século XII.